# Palazzo Benzi
Der Palazzo Benzi ist ein Palast in Forlì in der italienischen Region Emilia-Romagna. Er liegt in der Via dei Mille.

## Geschichte und Beschreibung
Die verschwenderische Fassade des Palastes stammt aus dem 18. Jahrhundert. Momentan steht der Palast nach seiner Restaurierung leer, aber früher war dort der 3. Orden der Schwestern untergebracht. Später zogen die Grafen Guarini dorthin um und wohnten dort bis 1815; danach bewohnten die Grafen Benzi das Gebäude, das bis heute ihren Namen trägt, viele Jahre lang. Später ließ sich dort eine Fabrik für Sitzbezüge nieder, die Opificio Amaducci. Danach fiel die Immobilie an die Familie Silingardi, von der es später die Opera Nazionale Balilla auf Anweisung ihres Präsidenten Renato Ricci kaufte.
1926 wurde das Gebäude drastisch im Zeitgeschmack umgebaut. Die Fassade, die noch den Stil des 18. Jahrhunderts zeigte, wurde so verändert, dass sie üppiger und regelmäßiger erschien, was durch den Einsatz von Kunststein gelang. Das Projekt wurde nach den Plänen von Bauingenieur Virginio Stramigioli zu Ende geführt, den bei der Ausführung der äußeren Verzierungen der Bildhauer Giuseppe Casalini unterstützte, während die Künstler Francesco Olivucci und Gino-Gian Mandrone sich um die Innenausschmückung kümmerten.
Insbesondere Olivucci versah die Treppe mit den Fresken Il Balilla (dt.: Der Jugendliche) und Il Lavoratore (dt.: Der Arbeiter). Diese Werke entstanden neben denen aus dem 18. Jahrhundert von Giuseppe Marchetti, die dort schon existierten.
Der Palazzo Benzi wurde so Sitz der Opera Nazionale Balilla, der Jugendorganisation des Partito Nazionale Fascista mit paraschulischem und paramilitärischem Charakter. 1933 schließlich wurde im Innenhof der erste Gymnastiksaal der Opera Nazionale Balilla eingebaut, einer der größten, die es damals in der Region gab. Ebenfalls 1933, als das Casa del Balilla am Viale Mussolini fertiggestellt war, wurde der Palazzo Benzi zur Casa della Giovane Italiana.
Der Gymnastiksaal, der eine Fläche von 29 Metern × 13,5 Metern bedeckte, war durch die Liniarität der Formen gekennzeichnet, sowie durch die neuartige Verwendung armierten Betons als Antwort auf die besonderen Bedürfnisse, darunter die vollkommene Freiheit von Stützen im Inneren.
1944 wurde auf Betreiben von Don Pietro Garbin, dem Gründer der salesianischen Gemeinschaft, des Istituto Orselli und des Oratorio San Luigi in dem Gebäude das Don-Bosco-Hospital, betrieben von Freiwilligen, eingerichtet, mit dem man versuchte, den dramatischen Bedürfnissen zu begegnen, die der Krieg mit sich brachte.
Der Palazzo Benzi war in der Nachkriegszeit Sitz der Democrazia Cristiana und in den 1970er-Jahren war dort eine Diskothek untergebracht. Am 7. November 2019 wurde die auf einen Wert von 4 Mio. Euro geschätzte Immobilie mit einem Limit von 500.000 Euro versteigert.